# Mao Trạch Đông
Mao Trạch Đông (phồn thể: 毛澤東; giản thể: 毛泽东; bính âm: Máo Zédōng; 26 tháng 12 năm 1893 – 9 tháng 9 năm 1976), còn được người dân Trung Quốc gọi với tên tôn kính là Mao Chủ tịch, là một nhà cách mạng người Trung Quốc, người sáng lập nước Cộng hòa Nhân dân Trung Hoa, Chủ tịch Đảng Cộng sản Trung Quốc từ khi thành lập năm 1949 cho đến khi ông qua đời năm 1976. Là một người theo chủ nghĩa Marx-Lenin, lý thuyết, chiến lược quân sự, chính sách chính trị của ông được gọi chung là chủ nghĩa Mao.

## Đầu đời

### Tổ tịch và xuất thân
Mao Trạch Đông chào đời ngày 26 tháng 12 năm 1893 trong một gia đình nông dân ở làng Thiều Sơn, huyện Tương Đàm, tỉnh Hồ Nam, Trung Quốc. Cha ông, Mao Di Xương (毛贻昌), xuất thân vốn là bần nông và từng có thời tòng quân cho tổng đốc Hồ Quảng đời nhà Thanh, sau vươn lên trở thành một tiểu địa chủ và thương gia ngũ cốc khá giả. Mẹ ông, Văn Thất Muội (文素勤), là một Phật tử sùng đạo tuy không biết chữ. Vợ chồng Mao-Văn có với nhau ba đứa con trai; Mao Trạch Đông là con cả, kế tiếp là Mao Trạch Dân (毛泽民; sinh 1896) và Mao Trạch Đàm (毛泽覃; sinh 1905). Gia phả Mao tộc Thiều Sơn khẳng định Mao Thái Hoa (毛太华) là tổ phụ dòng họ; vị này quê gốc Giang Tây, sống vào giai đoạn Nguyên mạt Minh sơ (k. thế kỷ thứ 14), lánh nạn chiến tranh một thời gian ở Vân Nam rồi lên Hồ Nam an cư.

### Thiếu thời: 1893–1911
Thuở nhỏ, Mao Trạch Đông thường xuyên theo mẹ đi chùa. Bà Văn muốn con trai mình lớn lên sẽ tu nghiệp Phật tử, song ông Mao lại cho rằng việc học đạo Nho quan trọng hơn. Năm lên 8, Mao bắt đầu theo học tiểu học ở một ngôi trường làng truyền thống, dành phần lớn thời gian trên lớp đọc thuộc lòng kinh sách Nho giáo.

## Những hoạt động cách mạng đầu tiên

### Bắc Kinh, chủ nghĩa vô chính phủ và chủ nghĩa Marx: 1917-1919
Mao tới Bắc Kinh, nơi thầy của ông Dương Xương Tế đang dạy học tại Đại học Bắc Kinh. Dương giao cho ông làm phụ tá của thủ thư trường đại học Lý Đại Chiêu, người sớm trở thành người sáng lập Đảng Cộng sản Trung Quốc. Lý là tác giả của một loạt bài báo đăng trên báo Tân thanh niên về sự kiện Cách mạng tháng Mười ở Nga, trong suốt thời gian mà Đảng Bolshevik dưới sự lãnh đạo của Vladimir Lenin lên nắm quyền. Lenin là một người ủng hộ lý thuyết chính trị - xã hội của Chủ nghĩa Marx, được phát triển bởi Karl Marx và Friedrich Engels, những bài báo của Lý làm gia tăng ảnh hưởng của chủ nghĩa Marx tới những học thuyết trong phong trào cách mạng của người Trung Quốc. Khi trở thành một người cấp tiến, Mao ban đầu bị ảnh hưởng bởi chủ nghĩa vô chính phủ của Peter Kropotkin, một học thuyết cấp tiến nổi bật nhất lúc bấy giờ. Sau đó, ông tham gia Nhóm nghiên cứu của Lý và phát triển chủ nghĩa Marx trong suốt mùa đông năm 1919.
Vì trả lương thấp, Mao phải sống trong một căn phòng chật chội cùng với 7 sinh viên Hồ Nam khác, nhưng ông tin rằng cảnh đẹp Bắc Kinh sẽ đền đáp lại những vất vả trong cuộc sống của ông. Tại trường đại học, Mao bị những sinh viên khác làm nhục do ông là người nông thôn Hồ Nam, phát âm địa phương và địa vị thấp. Ông gia nhập khoa Triết và Báo chí Xã hội, chú tâm viết thư và thảo luận với những người như Trần Độc Tú, Hồ Thích và Qian Xuantong. Thời gian Mao ở Bắc Kinh kết thúc vào mùa xuân 1919, khi ông tới Thượng Hải với những người bạn đang chuẩn bị tới Pháp. Ông không trở lại Trường Sa, nơi mẹ ông ốm giai đoạn cuối. Bà đã chết vào tháng 10 năm 1919 và chồng bà đã chết vào tháng 1 năm 1920.

### Văn hóa mới và những cuộc biểu tình chính trị: 1919-1920
Ngày 4 tháng 5 năm 1919, những sinh viên ở Bắc Kinh đã tụ tập tại cổng Thiên An Môn để biểu tình phản đối sự kháng cự yếu ớt của chính phủ Trung Quốc trước sự bành trướng của người Nhật ở Trung Quốc. Những người yêu nước phẫn uất bị tác động bởi sự nhượng bộ Nhật Bản trong 21 yêu sách mà nước này gửi cho chính phủ Trung Quốc năm 1915. Với sự thỏa hiệp của Chính phủ Bắc Dương của Đoàn Kỳ Thụy trong Hòa ước Versailles, Nhật Bản được cho phép nhận những lãnh thổ tại Sơn Đông, lãnh thổ bị Đức kiểm soát. Những cuộc biểu tình bùng phát khắp đất nước với Phong trào Ngũ Tứ (do nó bắt đầu ngày 4 tháng 5 năm 1919) và được tiếp sức với Phong trào văn hóa mới cho rằng Trung Quốc đã thua trên mặt xã hội và văn hóa chậm phát triển.
Ngày 23 tháng 7 năm 1921, Mao tham gia Đại hội lần thứ nhất thành lập Đảng Cộng sản Trung Quốc tại Thượng Hải. Hai năm sau, tại Đại hội lần thứ ba (1923), ông được bầu vào Ban Chấp hành Trung ương Đảng chỉ gồm 5 người. Tháng 1 năm 1924, theo chủ trương Quốc – Cộng hợp tác, Mao Trạch Đông tham dự Đại hội lần thứ nhất Quốc dân Đảng họp ở Quảng Châu và được bầu làm Ủy viên dự khuyết Ban Chấp hành Trung ương Quốc dân Đảng. Sau đó ông lên đường đi Thượng Hải làm việc tại cơ quan Ban chấp hành Quốc dân Đảng, rồi sang năm sau lại về Quảng Châu làm quyền trưởng Ban tuyên truyền của Quốc dân Đảng, rồi kiêm thêm một chân trong Ủy ban vận động nông dân của đảng này. Lúc này ông bị Trần Độc Tú đẩy ra khỏi Ban chấp hành Trung ương Đảng Cộng sản tại Đại hội 4 họp vắng mặt ông vào tháng 1 năm 1925. Tại Đại hội lần thứ hai Quốc dân Đảng (tháng 1 năm 1926), ông lại được bầu làm ủy viên dự khuyết Ban chấp hành Trung ương Quốc dân Đảng và làm quyền Trưởng ban Tuyên truyền đến tháng 5 năm 1926.
Sau khi Tưởng Giới Thạch quay sang đàn áp Đảng Cộng sản, Mao Trạch Đông chủ trương đấu tranh vũ trang với Tưởng nhưng không được Trần Độc Tú chấp nhận và bị thất sủng. Mao Trạch Đông bèn lui về quê cho ra đời Báo cáo khảo sát phong trào nông dân Hồ Nam, tác phẩm quan trọng đầu tiên của chủ nghĩa Mao.

## Chiến tranh và cách mạng
Mao thoát khỏi bạch sắc khủng bố vào năm 1927 và lãnh đạo Cuộc khởi nghĩa Vụ gặt Mùa thu ở Trường Sa, Hồ Nam nhưng thất bại. Tàn quân du kích chưa đầy 1.000 người của Mao tìm nơi ẩn náu ở vùng núi tỉnh Cương Sơn, nơi giáp ranh giữa hai tỉnh Hồ Nam và Giang Tây. Năm 1928 đội quân này hợp nhất với quân của Chu Đức, lập ra Quân đoàn 4 công nông, do Chu Đức làm Quân đoàn trưởng. Mao đã góp phần xây dựng căn cứ, chính quyền và quân đội tiến hành chiến tranh du kích có hiệu quả, thực hiện cải cách ruộng đất. Chính tại nơi đây từ 1931 đến 1934, nhà nước Cộng hòa Xô-viết Trung Hoa được lập ra và Mao được bầu làm Chủ tịch Chính phủ Trung ương lâm thời. Vào thời kỳ này, Mao kết hôn với Hạ Tử Trân, sau khi Dương Khai Tuệ bị lực lượng Quốc dân Đảng giết chết.
Khu Xô-viết này trở thành nơi trú ngụ của Ban Lãnh đạo Đảng Cộng sản chạy trốn sự khủng bố của Tưởng Giới Thạch ở các thành phố lớn, chủ yếu là Thượng Hải. Dưới áp lực của các chiến dịch bao vây càn quét của Quốc dân Đảng, trong nội bộ Ban Lãnh đạo Đảng Cộng sản diễn ra cuộc tranh giành quyền lực và đấu tranh về đường lối và chiến thuật. Phe theo đường lối chính thống của Moskva, mà đại diện là nhóm 28 người Bolshevik, đã thắng thế và Mao dần dần bị gạt ra khỏi các chức vụ quan trọng.

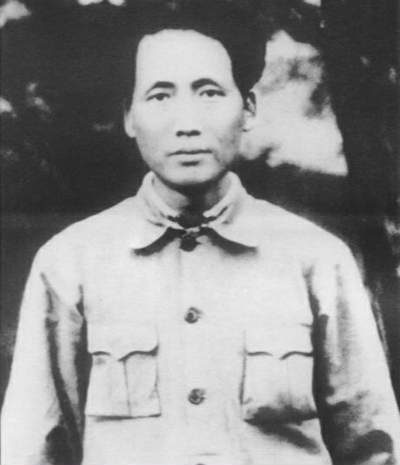
Mao năm 1931

Với quyết tâm tiêu diệt bằng được những người cộng sản, tháng 10 năm 1934 Tưởng Giới Thạch trực tiếp chỉ huy 50 vạn quân bao vây tấn công khu Xô-viết trung ương, buộc Hồng quân phải mở đường máu rời bỏ nơi đây, tiến hành cuộc Vạn lý trường chinh cực kỳ gian khổ, vượt 9.600 km trong suốt một năm trời để đến tỉnh Thiểm Tây xây dựng căn cứ mới. Trên đường trường chinh, Mao Trạch Đông đã lên nắm quyền lãnh đạo từ Hội nghị Tuân Nghĩa họp vào tháng 1 năm 1935. Tại hội nghị này, Chu Ân Lai ngả về phía Mao, Tổng Bí thư Bác Cổ và cố vấn quân sự Otto Braun (tên Trung Quốc là Lý Đức) bị hạ bệ, Mao vào Ban thường vụ Bộ Chính trị, nắm quyền thực tế và năm 1943 được bầu làm Chủ tịch Bộ Chính trị Đảng Cộng sản Trung Quốc.
Từ căn cứ mới ở Diên An, Mao lãnh đạo những người cộng sản tiến hành cuộc kháng chiến chống Nhật (1937–1945) thông qua hợp tác Quốc–Cộng lần thứ hai. Tại đây, Mao củng cố quyền lực trong Đảng Cộng sản bằng việc mở cuộc vận động chỉnh phong. Tại Đại hội lần thứ 7 của Đảng Cộng sản Trung Quốc họp tại Diên An tháng 6 năm 1945, Mao được bầu làm Chủ tịch Ban chấp hành Trung ương Đảng. Cũng tại Diên An, Mao ly thân với Hạ Tử Trân và lấy Lam Bình, một diễn viên mới tới Diên An mà sau này khuynh đảo chính trường Trung Quốc với tên gọi là Giang Thanh.
Ngay sau khi Chiến tranh Trung-Nhật kết thúc, nội chiến tiếp tục diễn ra giữa Quốc dân Đảng và Đảng Cộng sản, kết thúc bằng thắng lợi của Đảng Cộng sản vào năm 1949.

## Lãnh đạo Trung Quốc

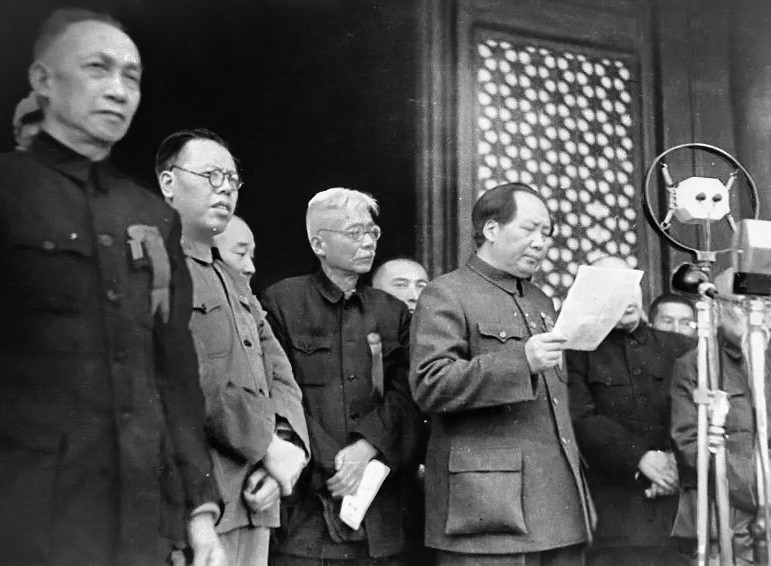
Mao Trạch Đông tuyên bố thành lập nước Cộng hòa Nhân dân Trung Hoa hiện đại vào ngày 1 tháng 10 năm 1949.

Mao Trạch Đông thuộc phái tả kiên định, năm 1920, Mao trở thành người Mác xít. Năm 1921, là một trong 21 người sáng lập Đảng Cộng sản Trung Quốc, nhưng mãi đến năm 1935, Mao mới trở thành người lãnh đạo của Đảng. Đảng Cộng sản Trung Quốc sau hai lần thất bại vào năm 1927 và 1934, nhưng cuối cùng cũng vượt qua được nhờ Mao Trạch Đông lên nắm quyền lãnh đạo Đảng, lực lượng của Đảng dần được củng cố mạnh lên. Đến năm 1947, Mao Trạch Đông đã chuẩn bị phát động cuộc tấn công toàn diện vào Chính phủ Quốc Dân Đảng do Tưởng Giới Thạch đứng đầu.
Mao Trạch Đông lãnh đạo Đảng Cộng sản Trung Quốc thực hiện cuộc cách mạng dân tộc - dân chủ giành chính quyền năm 1949, chấm dứt tình trạng quân phiệt cát cứ, thu hồi các tô giới của nước ngoài trên lãnh thổ Trung Quốc, xóa bỏ các hiệp ước bất bình đẳng với các cường quốc; đặt nền móng cho một đất nước Trung Quốc thống nhất và bắt đầu công cuộc hiện đại hóa đưa Trung Quốc từ một nước phương Đông bị các đế quốc phương Tây chèn ép trở thành một cường quốc trên thế giới. Trong suốt 27 năm, ông và các đồng chí của mình đã kiên trì thực hiện công cuộc cải cách kinh tế - xã hội vĩ đại mang ý nghĩa sâu xa trên đất nước Trung Quốc theo hướng xóa bỏ các tàn tích trung cổ lạc hậu, công nghiệp hóa, hiện đại hóa, làm cho xã hội dân chủ và bình đẳng hơn dù trong quá trình thực hiện ông đã mắc một số sai lầm gây ra những hậu quả nghiêm trọng và lâu dài cho xã hội Trung Quốc. Những tổn thất, thiệt hại do những chính sách Mao đưa ra, những phong trào do Mao phát động một phần do sự nhiệt tình thái quá đến mức cực đoan của những cán bộ trực tiếp thực thi và của công chúng.

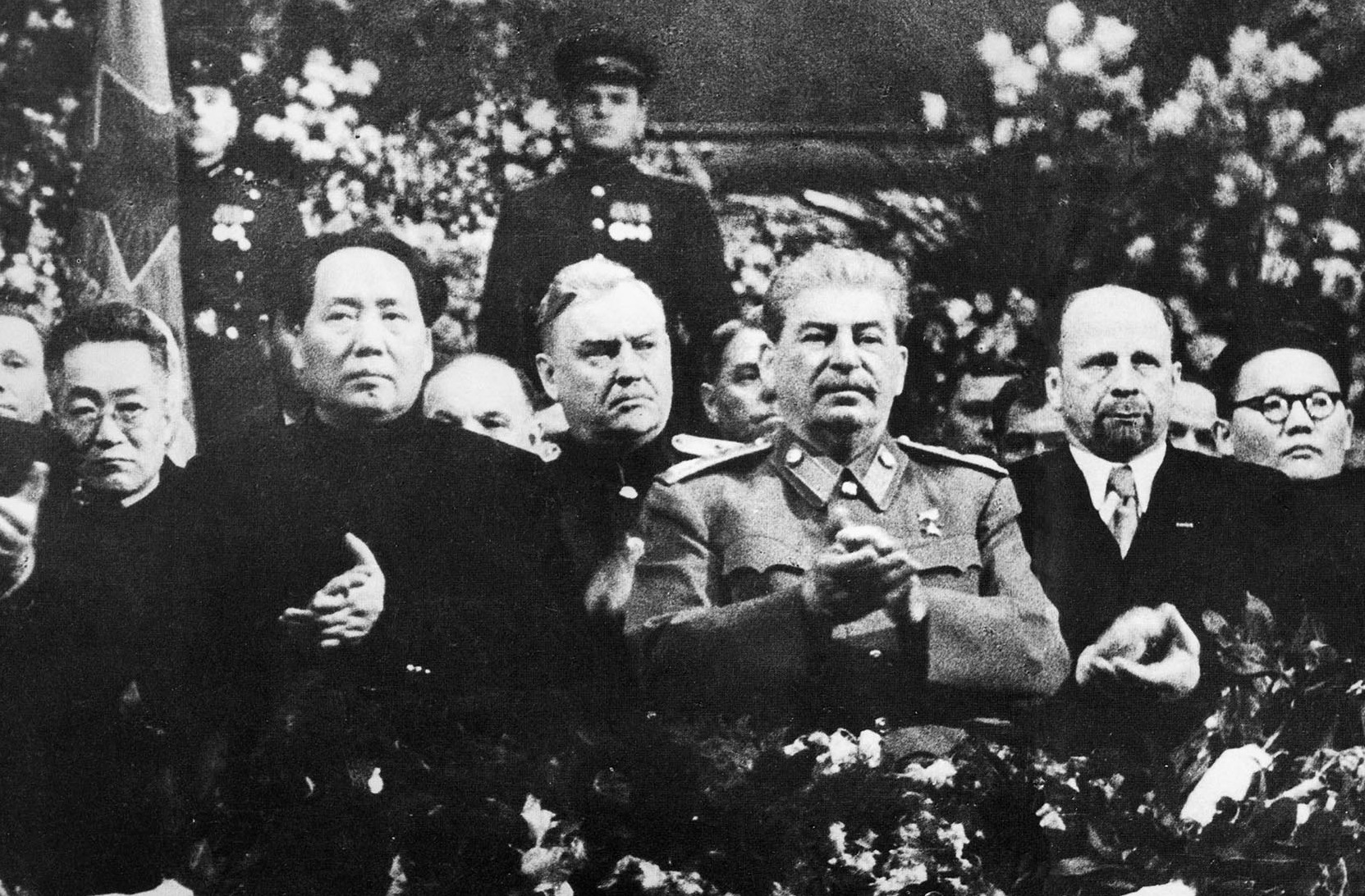
Mao tại lễ kỷ niệm sinh nhật lần thứ 70 của Joseph Stalin ở Moskva, tháng 12 năm 1949

Từ năm 1949 đến năm 1976, Mao Trạch Đông luôn là nhân vật quan trọng nhất trong Chính quyền Trung ương Trung Quốc. Mao Trạch Đông đã lãnh đạo Đảng Cộng sản Trung Quốc đánh bại quân đội Trung Hoa Dân quốc do Tưởng Giới Thạch lãnh đạo. Tiếp đó Mao thực hiện những kế hoạch kinh tế ngắn hạn với sự giúp đỡ của Liên Xô để xây dựng nền tảng công nghiệp cho Trung Quốc. Với mong muốn đưa Trung Quốc trở thành một siêu cường trong thời gian còn nhanh hơn cả Liên Xô từng làm, Mao phát động phong trào Đại nhảy vọt và Công xã hoá, vào thời kỳ cuối những năm 50 của thế kỷ XX. Đây là kế hoạch với mục tiêu nhấn mạnh biện pháp sản xuất quy mô nhỏ, sản xuất thủ công, tiến hành cuộc thực nghiệm chủ nghĩa xã hội lớn chưa từng thấy với mục tiêu công nghiệp hóa nhằm đưa Trung Quốc thành siêu cường trong thời gian chỉ 10 - 20 năm. Sự nóng vội quá mức dẫn tới việc kế hoạch bị thất bại và phải hủy bỏ. Cùng với thiên tai, những chính sách kinh tế sai lầm đã gây ra một nạn đói rất lớn trong lịch sử loài người, khoảng 37,5 triệu người (khoảng 5% dân số Trung Quốc) đã chết vì nạn đói do sản xuất nông nghiệp bị đình trệ.
Sau khi giành được chính quyền, Mao Trạch Đông đã tiến hành nhiều cải cách kinh tế - xã hội như cải cách ruộng đất, quốc hữu hóa tất cả các doanh nghiệp tư nhân, giải tán các đảng phái chính trị cánh hữu, các hội kín, triệt hạ các băng đảng tội phạm... Sinh ra và lớn lên trong xã hội phong kiến Trung Quốc cuối thế kỷ 19 và đã chứng kiến nạn quân phiệt cát cứ cuối thời nhà Thanh, Mao Trạch Đông chịu ảnh hưởng lớn từ các bài học trong lịch sử Trung Quốc: ông tin rằng cần phải mạnh tay trấn áp mọi lực lượng chống đối thì mới có thể giữ ổn định được một đất nước rộng lớn và đông dân như Trung Hoa. Trong các cuộc cải cách của Mao có hàng chục vạn địa chủ, doanh nhân, trí thức bị bắt hoặc xử tử vì bị kết tội hữu khuynh, phá hoại, phản cách mạng, tay sai của ngoại quốc, Hán gian... Đến năm 1950, trước việc Bắc Triều Tiên bị lực lượng phương Tây (dẫn đầu là Hoa Kỳ) tấn công, Mao Trạch Đông đã cử chí nguyện quân tham chiến. Lực lượng Trung Quốc đã đẩy lùi quân đội phương Tây về vĩ tuyến 38, bảo vệ được nhà nước Bắc Triều Tiên và cầm cự ngang ngửa với lực lượng phương Tây trong suốt 4 năm. Tuy không giành được thắng lợi quyết định, nhưng việc quân đội Trung Quốc có thể giao chiến ngang ngửa với lực lượng phương Tây (trong đó có Hoa Kỳ, quốc gia mạnh nhất thế giới khi đó) đã nâng cao tinh thần dân tộc của người Trung Quốc và uy tín của Mao Trạch Đông, bởi cả 100 năm trước đó quân đội nước này liên tục bại trận khi chiến đấu với phương Tây, là giai đoạn mà người Trung Quốc xem là Bách niên quốc sỉ.
Tiếp đó Mao thực hiện những kế hoạch kinh tế ngắn hạn với sự giúp đỡ của Liên Xô để xây dựng nền tảng công nghiệp cho Trung Quốc. Trong Kế hoạch 5 năm lần thứ nhất (1953-1957), Trung Quốc lấy xây dựng và phát triển công nghiệp nặng làm trung tâm, gồm những ngành điện lực, than, gang thép, hóa chất... Với sự giúp đỡ nhiều mặt của Liên Xô và các nước xã hội chủ nghĩa Đông Âu, 246 công trình công nghiệp quan trọng, được coi là xương sống của nền công nghiệp Trung Quốc được xây dựng. Từ 1949 tới 1955, hơn 20 triệu bản in từ hơn 3.000 đầu sách khoa học và kỹ thuật (chủ yếu do Liên Xô cung cấp) được dịch và xuất bản ở Trung Quốc, tạo nền tảng cho một thế hệ trí thức khoa học mới tại Trung Quốc. Tốc độ của sản xuất công nghiệp tăng bình quân hàng năm 18%. Đến năm 1957, sản lượng công nghiệp đã tăng 140%, sản lượng nông nghiệp tăng 25% so với năm 1952.
Đại nhảy vọt là tên đặt cho Kế hoạch Năm năm lần thứ hai dự trù kéo dài từ 1958-1963. Mao tiết lộ Đại nhảy vọt tại một cuộc họp vào tháng 1 năm 1958 tại Nam Kinh. Ý tưởng trung tâm đằng sau Đại nhảy vọt là sự phát triển nhanh của nền công nghiệp và nông nghiệp Trung Quốc nên được diễn ra song song. Công nghiệp hóa thực hiện bằng nguồn cung ứng lao động giá rẻ khổng lồ và tránh phải nhập cảng các thiết bị, máy móc nặng. Để đạt được điều này, Mao chủ trương thực hiện chính sách tập thể hóa sâu rộng hơn dựa theo mô hình "Thời kỳ thứ 3" của Liên Xô trong nông thôn Trung Quốc, nơi các hợp tác xã hiện hữu sẽ được sáp nhập với nhau thành các Công xã nhân dân khổng lồ. Một công xã thí điểm được thiết lập tại Chayashan trong tỉnh Hà Nam tháng 4 năm 1958. Tại đây, lần đầu tiên, đất tư hữu bị xóa bỏ hoàn toàn và các nhà bếp công xã được giới thiệu. Tại các cuộc họp của Bộ chính trị vào tháng 8 năm 1958, quyết định được đưa ra là những công xã nhân dân này sẽ trở thành hình thức tổ chức chính trị và kinh tế mới khắp các vùng nông thôn Trung Quốc. Vào cuối năm, khoảng 25.000 công xã được lập lên, mỗi công xã có trung bình 5.000 hộ gia đình. Ở các công xã tự cung tự cấp này, lương và tiền được thay thế bằng công điểm (work points). Ngoài nông nghiệp, chúng kết hợp một vài dự án xây dựng và công nghiệp nhẹ. Mao cho rằng sản xuất lúa gạo và thép là cột trụ chính của phát triển kinh tế. Ông tiên đoán rằng trong vòng 15 năm kể từ Đại nhảy vọt, sản lượng thép của Trung Quốc sẽ vượt qua sản lượng thép của Vương quốc Anh. Trong các cuộc họp Bộ chính trị vào tháng 8 năm 1958, quyết định được đưa ra là sản xuất thép được ấn định tăng gấp đôi trong năm, đa số sản lượng gia tăng tới từ các lò nung thép sân vườn. Mao được Bí thư tỉnh An Huy cho xem một thí dụ về một lò nung thép ở Hợp Phì vào tháng 9 năm 1958, được cho là đang sản xuất thép chất lượng cao (mặc dù thực tế thì thép tinh luyện này đã được sản xuất ở nơi khác). Phấn khích vì chuyện này, Mao khuyến khích việc thiết lập các lò nung thép sân vườn loại nhỏ tại mỗi xã và tại mỗi khu phố. Nỗ lực khổng lồ từ nông dân và các công nhân khác được đưa vào để sản xuất thép từ sắt vụn. Để cung cấp nhiên liệu đốt cho các lò nung, cây rừng bị chặt bừa bãi, gây thiệt hại lớn cho môi trường thiên nhiên của địa phương. Tình trạng phá cửa nhà và bàn ghế đồ đạc để lấy củi đốt lò nung cũng xảy ra khắp nơi. Nồi, xoong, chảo, và các thứ vật dụng kim loại khác được trưng dụng để cung cấp "sắt vụn" cho các lò nung để có thể đạt được mục tiêu sản xuất. Nhiều lao động nông nghiệp bị thuyên chuyển từ thu hoạch mùa màng sang giúp sản xuất thép cũng giống như các công nhân ở nhiều nhà máy, trường học và thậm chí cả bệnh viện. Những ai có chút kinh nghiệm về sản xuất thép hoặc có hiểu biết cơ bản về luyện kim thì cũng có thể thấy được rằng sản phẩm từ các lò nung này là những đống sắt nguyên liệu phẩm chất thấp và chẳng có chút giá trị gì về kinh tế. Tuy nhiên, chính sự ngờ vực sâu đậm của Mao đối với giới trí thức, niềm tin vào sức mạnh khổng lồ của giới nông dân đã khiến ông ra lệnh thực hiện nỗ lực khổng lồ này trên toàn quốc mà không hỏi ý kiến của các chuyên gia. Nỗ lực lớn được thực hiện trong suốt Đại nhảy vọt trên phạm vi rộng như các dự án xây cất cơ bản thường được hoạch định cẩu thả, ví dụ như các công trình thủy lợi, thường được xây mà chẳng hỏi ý từ các kỹ sư được đào tạo. Hơn nữa, kinh nghiệm của các tầng lớp trí thức theo sau Chiến dịch trăm hoa đua nở đã khiến những ai biết được kế hoạch như thế là một chuyện điên rồ cũng chẳng dám lên tiếng chỉ trích. Đại nhảy vọt ngày nay được đa số mọi người, cả trong và ngoài Trung Quốc, xem như là một đại thảm họa kinh tế, thực sự đúng là một "Đại Nhảy Lùi" mà ảnh hưởng đến Trung Quốc trong nhiều năm sau đó. Khi các con số thống kê bị thổi phồng tới tay giới chức đặc trách kế hoạch, mệnh lệnh được ban ra là phải chuyển nguồn nhân lực lao động vào công nghiệp hơn là nông nghiệp. Do các đợt hạn hán và lũ lụt năm 1959-1961 kết hợp với việc quá nhiều nguồn lực bị dồn vào công nghiệp đã dẫn tới mất mùa, kéo theo đó là nạn đói. Con số người chết trong nạn đói chính thức được ghi nhận tại Trung Quốc trong những năm của Đại nhảy vọt là 14 triệu, nhưng các học giả ước tính rằng con số nạn nhân chết đói là từ 20 đến 43 triệu. Ba năm từ năm 1959 đến năm 1962 được biết như là "Ba năm Ác nghiệt" và Ba năm Thiên tai. Nhiều quan chức địa phương bị truy tố và hành quyết công khai vì báo cáo thông tin sai lệch.
Kế hoạch tiếp theo mà Mao Trạch Đông ủng hộ là cuộc "Đại Cách mạng văn hóa vô sản" vào những năm 60 của thế kỷ 20. Có nhiều quan điểm khác nhau về Cách mạng văn hóa tại Trung Quốc. Theo Ủy ban Trung ương Đảng Cộng sản Trung Quốc, Cách mạng văn hóa là để "đấu tranh với giai cấp tư sản trong lĩnh vực tư tưởng và sử dụng những tư tưởng và lề thói mới của giai cấp vô sản để thay đổi diện mạo tinh thần của toàn bộ xã hội" nhưng cũng có quan điểm cho rằng đây là một cách để Mao Trạch Đông lấy lại quyền kiểm soát Đảng Cộng sản Trung Quốc sau cuộc Đại nhảy vọt thất bại. Cách mạng văn hóa ở Trung Quốc đã xóa bỏ triệt để những hủ tục còn lại từ thời trung cổ tại Trung Quốc (cúng bái để chữa bệnh, tục bó chân phụ nữ...), nhưng cũng để lại những hậu quả nghiêm trọng không chỉ về kinh tế, xã hội mà cả về văn hóa. Cách mạng văn hóa từ mục tiêu ban đầu là thay đổi diện mạo tinh thần của toàn bộ xã hội đã biến thành quy chụp, tố cáo, chỉ trích, đấu tố, thanh trừng lẫn nhau trên toàn Trung Quốc. Cuộc cách mạng này làm tê liệt các hoạt động kinh tế, chính trị, giáo dục, văn hóa của Trung Quốc; phá vỡ sự lãnh đạo của Đảng Cộng sản Trung Quốc và khiến nhà nước không còn duy trì nổi trật tự xã hội; gây chia rẽ nghiêm trọng trong Đảng Cộng sản, trong bộ máy nhà nước và trong xã hội Trung Quốc; phá hủy các di sản văn hóa vật thể và phi vật thể. Đặng Tiểu Bình nhận định Mao Trạch Đông có một phần lỗi trong việc này, nhưng phần khác là do những người thi hành cấp dưới có trình độ kém còn công chúng dễ bị kích động khiến mục tiêu đề ra bị bóp méo: "Cách mạng Văn Hóa là một sai lầm. Chúng ta phải mạnh dạn chối bỏ sai lầm này của Mao trong những năm tháng cuối đời của ông. Nhưng cũng cần nhìn vào sự thật. Sự thật là không phải mọi sai lầm và quá đáng trong cuộc Cách mạng Văn Hóa đều do Mao Trạch Đông." Có điều đặc biệt là khi phát động "Đại nhảy vọt", Mao Trạch Đông đã hơn 60 tuổi; còn "Đại Cách mạng văn hóa" diễn ra lúc ông gần 70 tuổi; và khi quyết định thiết lập ngoại giao với Hoa Kỳ thì Mao đã gần 80 tuổi.
Đầu năm 1950, Mao Trạch Đông cũng đã chấp nhận viện trợ vũ khí và cử các đoàn cố vấn Trung Quốc để giúp đỡ Việt Nam chống Pháp. Trước khi đi, Mao Trạch Đông căn dặn đoàn cố vấn: "Các đồng chí phải phải coi sự nghiệp giải phóng của nhân dân Việt Nam là sự nghiệp của chính mình. Chiến thắng của Việt Nam trước Pháp vào năm 1954 (chỉ ít lâu sau khi Trung Quốc buộc Mỹ đình chiến ở Triều Tiên) cũng gián tiếp nâng cao vị thế của Trung Quốc và uy tín của Mao Trạch Đông.
Dù mắc phải nhiều sai lầm nhưng dưới sự lãnh đạo của Mao Trạch Đông, Trung Quốc đã bước đầu xây dựng được nền tảng công nghiệp nặng, công nghiệp nhẹ, công nghiệp quốc phòng. Nền kinh tế Trung Quốc đã tự sản xuất được hầu hết các sản phẩm công nghiệp thông dụng, các loại vũ khí thông thường và đặc biệt chế tạo được bom nguyên tử. Đây là nền tảng để Trung Quốc tiếp tục phát triển dưới sự lãnh đạo của người kế thừa ông là Đặng Tiểu Bình.

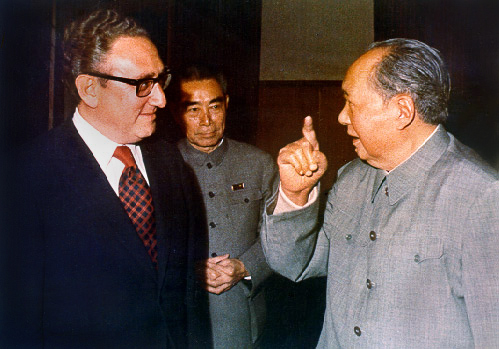
Mao (phải) với Henry Kissinger (trái, ngoài cùng) và Chu Ân Lai (trái, trong cùng) tại Bắc Kinh, 1972

## Qua đời

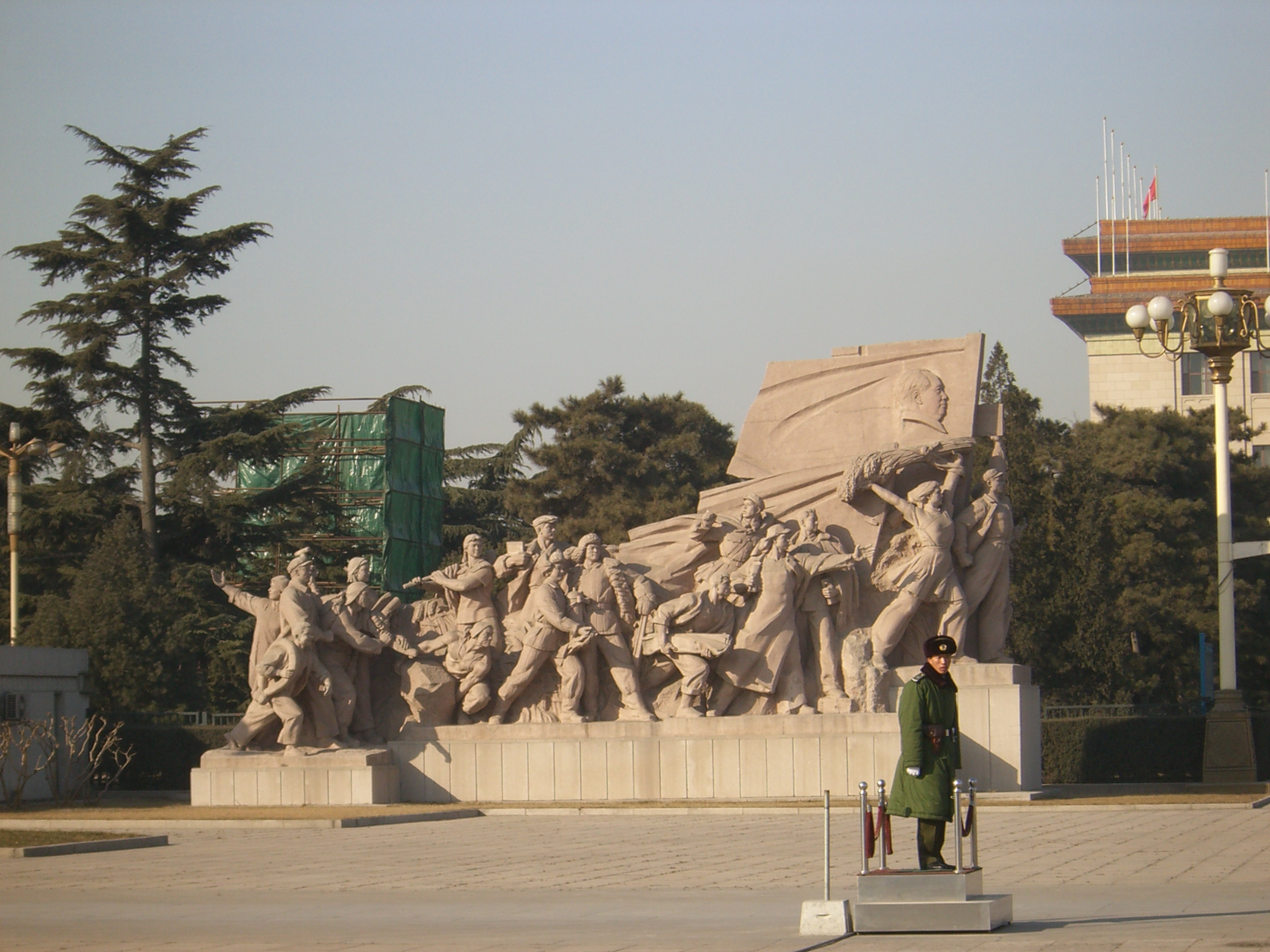
Tác phẩm điêu khắc trước Lăng Mao Trạch Đông, Bắc Kinh.

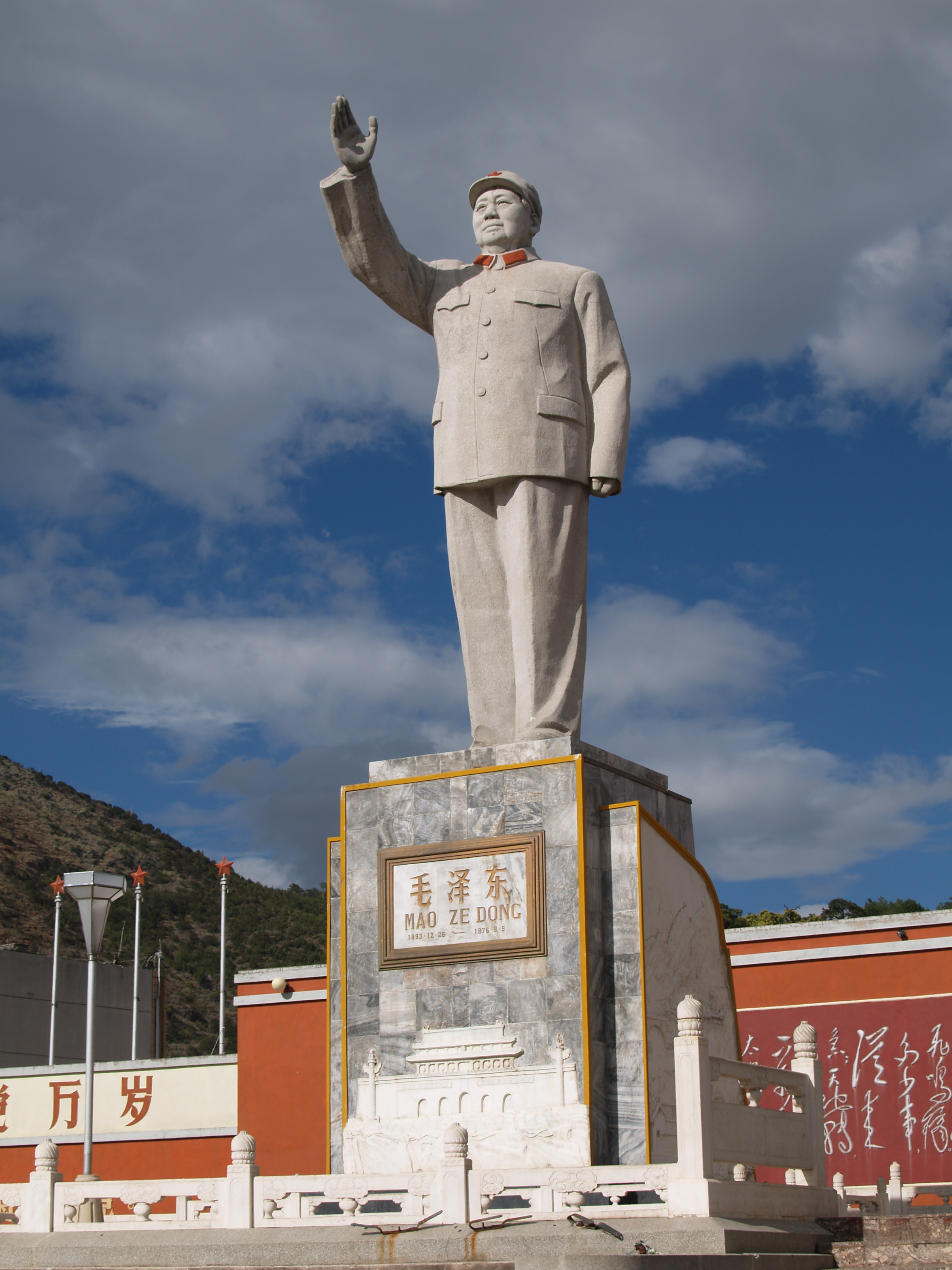
Tượng Mao Trạch Đông ở Lệ Giang

Mao Trạch Đông qua đời ngày 9 tháng 9 năm 1976, 10 phút sau nửa đêm ở thủ đô Bắc Kinh.
Mao mất vì bệnh xơ cứng teo cơ (tên khoa học: amyotrophic lateral sclerosis), ở Hoa Kỳ bệnh này thường được gọi là Lou Gehrig's hoặc Motor Neurone, cùng một căn bệnh với Stephen Hawking. Sức khỏe của Mao Trạch Đông đã rất kém trong nhiều năm và suy giảm rất rõ rệt trong thời gian vài tháng trước khi qua đời. Thi hài ông được an táng tại Đại lễ đường nhân dân. Lễ tưởng niệm ông cử hành vào ngày 18 tháng 9 năm 1976 tại quảng trường Thiên An Môn. Trong lễ tưởng niệm có 3 phút mặc niệm. Sau đó thi hài Mao được đặt trong Lăng Mao Trạch Đông, mặc dù ông muốn được hỏa táng và là nhà lãnh đạo cấp cao đầu tiên ký văn bản chính thức vào tháng 11 năm 1956 quy định tất cả những người lãnh đạo cấp trung ương sau khi chết sẽ được an táng theo nghi thức hỏa táng.

## Đánh giá
| “                                 | Đánh giá một nhà chính trị thời kỳ cận đại là rất khó khăn; Có thể so sánh Mao Trạch Đông với Tần Thủy Hoàng; vì họ đều là người Trung Quốc, đều là các nhà cải cách. Nếu so sánh Mao Trạch Đông với Lê Nin cũng là xác đáng, họ đều sống ở thế kỷ 20, Mao Trạch Đông là người kiến tạo Chủ nghĩa Marx ở Trung Quốc, cũng như Lê Nin là người đặt nền móng cho Chủ nghĩa Marx ở nước Nga. Mới nhìn ta thấy Mao Trạch Đông gần như nổi bật hơn Lê Nin vì Trung Quốc có số dân gấp ba lần Liên Xô, nhưng Lê Nin có trước và đã là một tấm gương cho Mao Trạch Đông, có ảnh hưởng đối với Mao Trạch Đông. | ” |
| — Nhà xuất bản Chính trị Quốc gia | |   |

Học giả Shinjima Junra, người Nhật Bản cho rằng: "Mao Trạch Đông không phải là nhà cách mạng theo kiểu thợ mộc – chỉ biết đục đẽo cứng nhắc, cũng không phải một nhà cách mạng theo kiểu học giả, mà là một nhà cách mạng theo kiểu quân sư mưu lược, nhiều kỹ xảo". Trong mỗi lĩnh vực, Mao Trạch Đông đều thể hiện mưu lược. Trong cuộc sống, ông có sự tự tin, nỗ lực, lý tưởng cao thượng, nhu cầu vật chất đạm bạc. Trong mưu lược quân sự, ông biết áp dụng nhiều chiến thuật đa dạng: đánh du kích, dụ địch xâm nhập, giương đông kích tây, thâm nhập vùng địch hậu, đánh công thành, chặn tiếp viện, mai phục quân để đánh chặn...
Mao Trạch Đông cũng chịu những chỉ trích về những sai lầm của ông. Theo cuốn Mao Trạch Đông ngàn năm công tội của Tân Tử Lăng, do nhà xuất bản Thư Tác Phường (Hồng Kông) ấn hành tháng 7 năm 2007 cho rằng: "Nhân dân đã thức tỉnh. Việc tiếp tục treo ảnh Mao trên Thiên An Môn, tiếp tục để thi hài Mao ở nhà kỷ niệm là lạc hậu so với quần chúng rồi, cần xử lý thỏa đáng đất nước ta triệt để bóng đen Mao Trạch Đông". Lý Nhuệ, cựu thư ký của Mao Trạch Đông, bị bắt giam trong thời kỳ Cách mạng văn hóa, đánh giá "Chế độ độc tài của Mao còn kinh khủng hơn Stalin vì ông muốn kiểm soát não trạng của con người" và "Mao Trạch Đông vượt hơn mọi hoàng đế vì ông khiến người dân tuân lời cả trong suy nghĩ - không hoàng đế nào trên thế giới làm được vậy. Hoặc anh ủng hộ ông ta, hoặc không dám nói ra, hoặc anh tự thú trái lòng mình".
Ngày 25/10/2017, trong một phiên thảo luận tại Hội đồng Quan hệ quốc tế, khi đánh giá về sức mạnh của Trung Quốc, Thủ tướng Singapore Lý Hiển Long nói ngắn gọn về quá trình phát triển của Trung Quốc: "Nếu nhìn vào khác biệt trong việc nhấn mạnh tầm quan trọng, đó là điều tự thân Trung Quốc đã nói lên rồi. Với ông Mao Trạch Đông, Trung Quốc đứng dậy. Với ông Đặng Tiểu Bình, họ đạt được sự giàu có và bây giờ với ông Tập Cận Bình, họ mạnh mẽ".
Mao Trạch Đông còn được coi là nhà chiến thuật và chính trị xuất sắc trong cuộc Nội chiến và chiến tranh Triều Tiên, với các bài viết về quân sự đã ảnh hưởng lớn tới những người muốn tạo ra các cuộc nổi dậy cũng như tìm hiểu cách dẹp nổi dậy, và trái lại, ý thức hệ của Mao thì đã bị lạm dụng và gây ra những hậu quả xấu, những chính sách bạo lực. Nhưng điều đó lại tăng thêm tầm vóc của Mao Trạch Đông trong con mắt người dân Trung Quốc. Việc sùng kính các nhà lãnh đạo vĩ đại chuyên dùng vũ lực để lập lại trật tự là một nét văn hóa ở Trung Quốc. Người dân Trung Quốc coi ông như "một vị thần báo thù đến để thanh trừng thế giới hủ bại", và vị thần đó không thể chỉ dùng những biện pháp nửa vời.
Sau khi Mao Trạch Đông qua đời năm 1976, Cộng hòa Nhân dân Trung Hoa đã đi đến kết luận không phải tất cả các hành động của ông đều đúng. Chủ tịch Đặng Tiểu Bình, kiến trúc sư của cuộc cải cách trong những năm 1980, đã đưa ra công thức: 70% những gì Mao Trạch Đông đã làm là đúng, còn 30% là sai lầm. Ngay cả ở Trung Quốc hiện đại, theo các cuộc thăm dò, Mao Trạch Đông vẫn rất được tôn sùng trong dân chúng.
Nhân dịp chuẩn bị kỷ niệm 120 năm ngày sinh Mao Trạch Đông, tờ Thời báo Hoàn Cầu đã tiến hành một cuộc khảo sát đối với hơn 1000 độc giả tại 6 thành phố của Trung Quốc và nhận được kết quả là có tới 85% số người được hỏi cho rằng Mao Trạch Đông đã có công lớn trong việc đưa đất nước Trung Quốc đến những thành công như ngày nay. Những công lao của Mao Trạch Đông được họ xem là lớn hơn nhiều so với những sai lầm của ông
Không giống như Nikita Khrushchev đã từng lên án người tiền nhiệm Joseph Stalin, chính quyền Trung Quốc không phủ nhận các chiến thuật và tư tưởng chính trị của Mao Trạch Đông. Chủ nghĩa Mao Trạch Đông vẫn là một yếu tố được công nhận trong Hiến pháp Trung Quốc và là tư tưởng chính trị quan trọng tại Trung Quốc hiện nay. Theo nghị quyết của Hội nghị Trung ương 6 của Ban chấp hành Trung ương Đảng Cộng sản Trung Quốc khóa 11 vào tháng 6 năm 1981, Tư tưởng Mao Trạch Đông là "sản phẩm của sự kết hợp các nguyên tắc phổ quát của chủ nghĩa Marx-Lenin và thực tiễn cụ thể của cách mạng Trung Quốc", là một hệ thống khoa học biểu trưng cho "sự kết tinh trí tuệ tập thể của Đảng Cộng sản Trung Quốc"

## Phả hệ

### Ông nội, cụ và bố mẹ
Tổ tiên và cha mẹ của Mao:
- Mao Di Xương (毛贻昌), bố, tên tự là Mao Thuận Sinh (毛顺生) (15 tháng 10 năm 1870 – 23 tháng 1 năm 1920)
- Văn Tố Cần (文素勤), mẹ (12 tháng 2 năm 1867 – 5 tháng 10 năm 1919), bà là người thất học và là một Phật tử, lấy chồng năm 1885 và là hậu duệ của Văn Thiên Tường
- Mao Ân Phổ (毛恩普), ông nội
- Mao Tổ Nhân (毛祖人), cụ nội

### Những người vợ
Mao Trạch Đông có bốn người vợ, họ đã sinh tổng cộng 10 người con. Họ là:
- La Nhất Tú (1889–1910), do gia đình sắp đặt nhưng Mao không công nhận và hai người chưa hề ăn ở với nhau. Kết hôn năm 1907. Không có con.
- Dương Khai Tuệ (杨开慧, 1901–1930) ở Trường Sa, kết hôn năm 1921, sống với nhau đến năm 1927, bị Quốc dân Đảng hành quyết năm 1930. Bà sinh được 3 người con trai.
- Hạ Tử Trân (贺子珍, 1909? / tháng 8 năm 1910 – 19 tháng 4 năm 1984) người Vĩnh Tân, tỉnh Giang Tây, kết hôn từ tháng 5 năm 1928, đến năm 1937 thì bà sang Liên Xô chữa bệnh. Bà sinh nở 6 lần nhưng năm con chết non hoặc mất tích và chỉ có Lý Mẫn trưởng thành.
- Giang Thanh: kết hôn từ năm 1938 đến lúc Mao mất. Có một con gái là Lý Nạp.
- Theo hồi ký của Lý Chí Thỏa, bác sĩ riêng của ông, Mao đã quan hệ tình dục với cả trăm người phụ nữ khác. Qua đó ông chấp nhận là họ có thể bị lây bệnh hoa liễu, bởi vì chính ông đã bị mắc bệnh này mà không thể chữa khỏi được.[22] Tuy nhiên, một số học giả, những người thân và những người từng làm việc với Mao đã lên tiếng chỉ trích về tính chính xác của những nguồn hồi ký cá nhân như vậy.[23] Một nhóm nghiên cứu gồm ba tác giả đã dẫn những hồ sơ y tế cũ của Mao cho thấy Lý Chí Thỏa chỉ chăm sóc Mao có 1 ngày duy nhất (ngày 3 tháng 6 năm 1957). Như vậy, Lý Chí Thỏa không phải là bác sĩ thường trực của Mao Trạch Đông và vì thế không có khả năng có được những thông tin "riêng tư, bí mật" mà ông viết ra trên sách[24].

### Anh chị em
Bố mẹ Mao Trạch Đông có cả thảy năm con trai và hai con gái. Hai người con trai và cả hai con gái chết sớm, còn lại 3 anh em Mao Trạch Đông, Mao Trạch Dân, Mao Trạch Đàm. Cũng như Dương Khai Tuệ, Mao Trạch Dân và Mao Trạch Đàm đều bị Quốc dân Đảng giết hại trong thời kỳ nội chiến.
- Mao Trạch Dân (毛泽民, 1895? / 3 tháng 4 năm 1896 – 27 tháng 9 năm 1943), em trai
- Mao Trạch Đàm (毛泽覃, 25 tháng 9 năm 1905 – 26 tháng 4 năm 1935), em trai
- Có hai chị em gái đều mất khi còn trẻ, trong đó có Mao Trạch Oanh

Ngoài ra Mao Trạch Kiến (毛泽建, 1905 - 1929) tức Mao Trạch Hồng là chị họ, bị Quốc dân Đảng giết hại năm 1930

### Những người con
- Mao Ngạn Anh (毛岸英, 1922-1950), con trai cả của Dương Khai Tuệ, kết hôn với Lưu Tư Tề (刘思齐), tên khai sinh là Lưu Tùng Lâm (刘松林), tham gia chiến đấu và hi sinh trong chiến tranh Triều Tiên.[25]
- Mao Ngạn Thanh (毛岸青, 1923-2007), con trai của Dương Khai Tuệ, kết hôn với Thiệu Hoa (邵华), em gái Lưu Tư Tề, sinh ra con trai là Mao Tân Vũ.
- Mao Ngạn Long (1927- 1931?), con trai út của Dương Khai Tuệ, mất tích.
- Lý Mẫn (李敏, 1936-), tên thật Mao Kiều Kiều (毛娇娇), con gái của Hạ Tử Trân, kết hôn với Khổng Lệnh Hoa (孔令华), sinh ra con trai là Khổng Kế Ninh (孔继宁), con gái là Khổng Đông Mai (孔冬梅). Mao từng có biệt danh là Lý Đức Thắng, nên Lý Mẫn lấy họ này?
- Lý Nạp[26] (李讷, 1940-), con gái của Giang Thanh, kết hôn với Vương Cảnh Thanh (王景清), sinh ra con trai là Vương Hiệu Chi (王效芝). Lý là họ gốc của Giang Thanh.

Lưu ý là tên đệm trong từng thế hệ gia đình Mao là giống nhau, tuần tự các đời là Tổ-Ân-Di-Trạch-Ngạn. Các con của Mao Trạch Dân và Mao Trạch Đàm có tên đệm là Viễn.

## Các tác phẩm
- Nghiên cứu về giáo dục thể chất[27]
- Nói chuyện về triết học[28]
- Chống lại việc mê tín sách[29]
- Thực tiễn luận (Luận về vấn đề "thực tiễn")
- Mâu thuẫn luận (Luận về vấn đề "mâu thuẫn")[30]
- Luận trì cửu chiến (Luận về đánh lâu dài)
- Tân dân chủ chủ nghĩa luận (Luận về chủ nghĩa dân chủ mới)
- Mao Trạch Đông ngữ lục (Tổng hợp các câu nói ấn tượng của Mao Trạch Đông)[31][32]